# Uwariwka
Uwariwka (ukr. Уварівка, ros. Уваровка, Uwarowka) – wieś na Ukrainie, w Autonomicznej Republice Krymu (de iure stanowiącej integralną część państwa ukraińskiego, w 2014 anektowanej przez Rosję i odtąd funkcjonującej jako Republika Krymu), w rejonie nyżniohirskim. W 2001 liczyła 1317 mieszkańców, wśród których 159 wskazało jako ojczysty język ukraiński, 783 rosyjski, 342 krymskotatarski, 2 mołdawski, 23 białoruski, 1 ormiański, a 7 inny. Według spisu ludności przeprowadzonego przez okupacyjne władze rosyjskie populacja wsi w 2014 wynosiła 1136 osób.